# Mayang Imphal
Mayang Imphal è una suddivisione dell'India, classificata come nagar panchayat, di 20.536 abitanti, situata nel distretto di Imphal Ovest, nello stato federato del Manipur. In base al numero di abitanti la città rientra nella classe III (da 20.000 a 49.999 persone).

## Geografia fisica
La città è situata a 24° 37' 0 N e 93° 52' 60E E e ha un'altitudine di 777 m s.l.m..

## Società

### Evoluzione demografica
Al censimento del 2001 la popolazione di Mayang Imphal assommava a 20.536 persone, delle quali 10.331 maschi e 10.205 femmine. I bambini di età inferiore o uguale ai sei anni assommavano a 3.568, dei quali 1.837 maschi e 1.731 femmine. Infine, coloro che erano in grado di saper almeno leggere e scrivere erano 11.527, dei quali 6.953 maschi e 4.574 femmine.